# Ulrich Mölk
Ulrich Mölk (* 29. März 1937 in Hamburg; † 10. Juli 2019 in Göttingen) war ein deutscher Romanist, Literaturwissenschaftler und Mediävist.

## Leben
Ulrich Mölk, Sohn von Berta Mölk, geborene Boehm, und des Postbeamtern Heinrich Mölk, studierte von 1955 bis 1959 Romanische und Klassische Philologie in Hamburg und Heidelberg, u. a. bei Erich Köhler. 1959 wurde er dort mit einer kritischen Edition nebst Kommentierung der Kanzonen des Troubadours Guiraut Riquiers zum Dr. phil. promoviert. Von 1960 bis 1966 war er Assistent. 1966 habilitierte er sich ebenfalls in Heidelberg und lehrte zunächst ein Jahr als Privatdozent. 1967 folgte er einem Ruf als ordentlicher Professor für Romanische Literaturwissenschaft an die Justus-Liebig-Universität Gießen. 1974 wechselte er an die Georg-August-Universität Göttingen, wo er bis zu seiner Emeritierung 2005 den Lehrstuhl für Romanische Philologie innehatte. Am 30. April 2005 hielt er seine Abschiedsvorlesung über den lyrischen Zyklus Fêtes galantes Paul Verlaines aus dem Jahre 1869.
Mölks wissenschaftliches Spezialgebiet waren die Romanischen Sprachen und Literaturen des Mittelalters. Er forschte zu mittelalterlicher Lyrik wie der Trobadordichtung, Epik und Hagiographien. Er erstellte kritische Ausgaben und Übersetzungen zu Bérouls Bearbeitung des Tristan-und-Isolde-Stoffes, Herbert le Duc de Dammartins Folque de Candie, zu Guiraut Riquiers Las Cansos und zu romanischen Frauenlieder des Mittelalters. Zudem beschäftigte sich Mölk intensiv mit der französischen Literatur des 19. und 20. Jahrhunderts, speziell der Gattung des Romans.
Seit 1979 war Mölk ordentliches Mitglied der philologisch-historischen Klasse der Akademie der Wissenschaften zu Göttingen, deren Präsident und Vizepräsident er von 1990 bis 1994 war. Außerdem war er Delegierter der deutschen Akademien bei der Union Académique Internationale (UAI). Zwischen 1997 und 2001 war er Sprecher des Sonderforschungsbereiches 529 „Internationalität nationaler Literaturen“.
Seit 1977, dem Gründungsjahr an, fungierte er als Mitherausgeber der Romanistische Zeitschrift für Literaturgeschichte/Cahiers d’Histoire des Littératures Romanes (RZLG). Darüber hinaus war er eines der Mitglieder der Kommission zur Herausgabe des Mittellateinischen Wörterbuchs.
Ulrich Mölk war evangelisch und heiratete 1962 Renate Nass.

### Werke als Autor

#### Bücher
- Die Kanzonen Guiraut Riquiers. Heidelberg 1959
- Guiraut Riquier, Kanzonen. Kritischer Text und Kommentar. 1962.
- Trobar clus, trobar leu. Studien zur Dichtungstheorie des Trobadors. Heidelberg 1966, wiederveröffentlicht bei Fink, München 1968.
- Répertoire métrique de la poésie lyrique française dès origines à 1350. 1972.
- Trobadorlyrik. Eine Einführung. Artemis, München/Zürich 1982.
- Flaubert, Une nuit de Don Juan: kritischer Text mit Beigaben. Vandenhoeck und Ruprecht, Göttingen 1984.
- Zur Vorgeschichte der Gregoriuslegende. Vita und Kult des hl. Metro von Verona (= Nachrichten der Akademie der Wissenschaften in Göttingen, Philologisch-Historische Klasse; Jg. 1987. Nr. 4). Vandenhoeck und Ruprecht, Göttingen 1987.
- Lohier et Malart: Fragment eines verschollenen französischen Heldenepos. Vandenhoeck und Ruprecht, Göttingen 1988.
- Le roman de la rose: über den Rosenroman. Rosenmuseum, Steinfurth 1993.
- Femme fatale und gelbe Blüte. Über Prosper Mérimées Novelle Carmen. Vandenhoeck und Ruprecht, Göttingen 1998.
- Das älteste französische Kreuzlied und der Erfurther Codex Amplonianus 8° 32. Vandenhoeck und Ruprecht, Göttingen 2001.

#### Aufsätze
Die Verabschiedung des bürgerlichen Jahrhunderts: André Gides L’Immoraliste, in: Europäische Jahrhundertwende: Wissenschaften, Literatur und Kunst um 1900. Hrsg. von Ulrich Mölk, Akademie der Wissenschaften in Göttingen. Veröffentlicht von Wallstein Verlag 1999, S. 113–129

### Werke als Herausgeber
- Guiraut Riquier: Las Cansos. Winter, Heidelberg 1962.
- Herbert le Duc de Dammartin: Folque de Candie. Niemeyer, Tübingen 1966.
- Französische Literaturästhetik des 12. und 13. Jahrhunderts. Prologe, Exkurse, Epiloge. Niemeyer, Tübingen 1969.
- L. D. Trotzki, Literaturtheorie und Literaturkritik. Ausgewählte Aufsätze, herausgegeben und eingeleitet. 1973.
- Romanische Frauenlieder. Fink, München 1989.
- Béroul: Tristan und Isolde. Fink, München 1991.
- mit Irmgard Fischer: Lancelot en prose: Bonn, Universitätsbibliothek, Handschrift S 526 (= Codices illuminati medii aevi. Band 28). Edition Lengenfelder, München 1992.
- Literatur und Recht. Literarische Rechtsfälle von der Antike bis in die Gegenwart. Wallstein, Göttingen 1996.
- Europäische Jahrhundertwende. Wissenschaften, Literatur und Kunst um 1900. Wallstein-Verlag, Göttingen 1999.
- Herrschaft, Ideologie und Geschichtskonzeption in Alexanderdichtungen des Mittelalters (= Sonderforschungsbereich Internationalität Nationaler Literaturen «Göttingen». Veröffentlichung aus dem Göttinger Sonderforschungsbereich 529 «Internationalität Nationaler Literaturen». Band 2, Serie A: Literatur und Kulturräume im Mittelalter). Wallstein-Verlag, Göttingen 2002.
- Europäische Kulturzeitschriften um 1900 als Medien transnationaler und transdisziplinärer Wahrnehmung. Bericht über das zweite Kolloquium der Kommission „Europäische Jahrhundertwende – Literatur, Künste, Wissenschaften um 1900 in Grenzüberschreitender Wahrnehmung“ (Göttingen, am 4. und 5. Oktober 2004). Vandenhoeck und Ruprecht, Göttingen 2006.
- Mittelalter. Stauffenburg-Verlag, Göttingen 2008.
- Heinrich Detering: Perspektiven der Modernisierung: die Pariser Weltausstellung, die Arbeiterbewegung, das koloniale China in europäischen und amerikanischen Kulturzeitschriften um 1900. Bericht über das Dritte und das Vierte Kolloquium der Kommission "Europäische Jahrhundertwende--Literatur, Künste ..., Band 8 der Abhandlungen der Akademie der Wissenschaften in Göttingen, Philologisch-historische Klasse. Neue Folge. Akademie der Wissenschaften Göttingen, Walter de Gruyter, Göttingen 2010.